# Narcís Galter
Narcís Galter va ser un músic del S.XVIII i va ser un dels primers obtentors del benefici de Sant Miquel, annex a la plaça de flauta i oboè, fundat a la basilísca de la catedral de Santa Maria de Castelló d'Empúries.